# Amphicnemis bebar
Amphicnemis bebar là một loài chuồn chuồn kim trong họ Coenagrionidae.
Amphicnemis bebar được miêu tả khoa học năm 2010 bởi Dow, Choong & Ng.